# Vladimir Gelfand

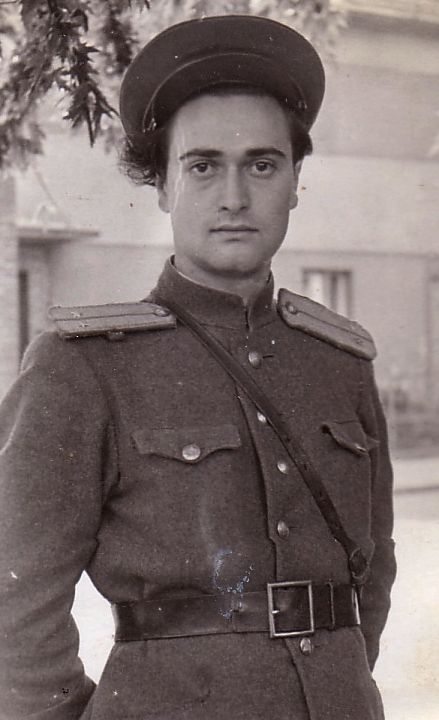
Vladimir Gelfand, Tyskland 1945

Vladimir Natanovitj Gelfand (ryska: Влади́мир Ната́нович Ге́льфанд), född 1 mars 1923, död 25 november 1983, var under andra världskriget en officer i Röda armén. Hans dagboksanteckningar om kriget och den sovjetiska ockupationen av Berlin hur utgivits i bokform på svenska 2006 under titeln Tysk dagbok 1945-46 : en sovjetisk officers anteckningar.
Gelfand föddes i en judisk familj i Novoarchangelsk (Ukrainska SSR). Efter det tyska angreppet mot Sovjetunionen anmälde han sig frivilligt till Röda armén, blev övertygad stalinist och tjänade som löjtnant vid inmarschen i Berlin i april 1945.

## Verk översatta till svenska
- 2006, Vladimir Gelfand, Ersatz, Stockholm, Schweden Tysk dagbok 1945-46 (ISBN 91-88858-21-9)
- 2012, Vladimir Gelfand, Ersatz, Stockholm, Schweden Tysk dagbok 1945-46 E-bok (ISBN 9789186437831)

## Verk översatta till tyska
- 2002, Wladimir Gelfand, bbb battert Tyskland, Baden-Baden Tagebuch 1941–1946 (ISBN 3-87989-360-8)
- 2005, Wladimir Gelfand, Aufbau Tyskland, Berlin Deutschland-Tagebuch 1945–1946 (ISBN 3-351-02596-3)
- 2008, Wladimir Gelfand, Aufbau-Taschenbuch-Verlag Tyskland, Berlin Deutschland-Tagebuch 1945–1946 (ISBN 3746681553)
- 2015, Владимир Гельфанд, РОССПЭН Moskva, Ryssland, Дневник 1941–1946 (ISBN 978-5-8243-1983-5)
- 2016, Владимир Гельфанд, РОССПЭН Moskva, Ryssland, Дневник 1941–1946 (ISBN 978-5-8243-2023-7)